# Логвин Олена Іванівна
Олена Іванівна Логвин (Логвін) (11 вересня 1935 — ?) — українська радянська діячка, новатор сільськогосподарського виробництва, голова колгоспу «Зоря комунізму» села Запорізьке Апостолівського району Дніпропетровської області. Депутат Верховної Ради УРСР 7—8-го скликань.

## Біографія
Член КПРС.
З грудня 1959 року — голова колгоспу «Зоря комунізму» села Запорізьке Апостолівського району Дніпропетровської області.
З 1990-х років — засновник і керівник селянського (фермерського) господарства «Елена» села Запорізьке Апостолівського району Дніпропетровської області.
Потім — на пенсії у селі Запорізьке Апостолівського району Дніпропетровської області. У 2010 році обиралася депутатом Апостолівської районної ради від Комуністичної партії України.

## Нагороди
- ордени
- медалі